# Skibin (Radków)
Skibin (niem. Scheibau b. Wünschelburg) – część miasta Radków w Polsce położona w województwie dolnośląskim, w powiecie kłodzkim, w gminie Radków. 

## Położenie
Niewielka przygraniczna osada Radkowa leżąca na granicy Gór Stołowych, na wysokości około 430 m n.p.m.

## Podział administracyjny
W latach 1975–1998 miejscowość administracyjnie należała do województwa wałbrzyskiego.

## Historia
Skibin powstał najprawdopodobniej w połowie XIV wieku jako wieś rycerska. W XVII wieku miejscowość została kupiona przez magistrat Radkowa. W 1787 roku były tu 43 domy mieszkalne, 16 stodół i 29 stajni, było to więc wtedy spore przedmieście. Na początku XIX wieku Skibin był integralną częścią Radkowa, w 1840 roku było tu 36 budynków. W późniejszym okresie, przy drodze prowadzącej do Broumova zbudowano tu urząd celny. W tym czasie Skibin był osadą rolniczą, a jego mieszkańcy trudnili się wytwarzaniem żywności dla Radkowa. Po 1945 roku miejscowość utrzymała swój rolniczy charakter.  